# Alameda (Canada)
Alameda is een plaats (town) in de Canadese provincie Saskatchewan en telt 308 inwoners (2006).